# Classe New York
A Classe New York foi uma classe de couraçados operada pela Marinha dos Estados Unidos, composta pelo USS New York e USS Texas. Suas construções começaram em 1911 no Estaleiro Naval de Nova Iorque e na Newport News Shipbuilding, sendo lançados ao mar em 1912 e comissionados na frota norte-americana em 1914. O projeto da Classe New York foi baseado em uma das ideias preliminares para a predecessora Classe Wyoming, consequentemente as das classes eram muito semelhantes entre si e tinham um aproximadamente um tamanho similar. Os navios da Classe New York foram os a primeiros da Marinha dos Estados Unidos armados com canhões de 356 milímetros.
Os couraçados da Classe New York, como originalmente construídos, eram armados com uma bateria principal composta por dez canhões de 356 milímetros montados em cinco torres de artilharia duplas. Tinham um comprimento de fora a fora de 175 metros, boca de 29 metros, calado de nove metros e um deslocamento de mais de 28 mil toneladas. Seus sistemas de propulsão eram compostos por catorze caldeiras a carvão que alimentavam quatro dois motores de tripla-expansão, que por sua vez giravam duas hélices até uma velocidade máxima de 21 nós (39 quilômetros por hora). Os navios também tinham um cinturão principal de blindagem que ficava entre 254 e 305 milímetros de espessura.
Os dois navios começaram suas carreiras servindo na Frota do Atlântico e ocuparam-se de uma rotina normal de treinamentos e exercícios, com exceção de participararem da Ocupação de Veracruz em 1914. Com a entrada dos Estados Unidos na Primeira Guerra Mundial em 1917 eles foram enviados para a Europa para reforçar a Grande Frota britânica como parte da Divisão de Couraçados Nove. Após a guerra retomaram suas rotinas de exercícios e ambos passaram por uma grande modernização entre 1925 e 1926, que incluiu a substituição de seus mastros, aprimoramento dos seus sistemas de propulsão, reformulação de seus armamentos e adição de protuberâncias antitorpedo.
Os Estados Unidos entraram na Segunda Guerra Mundial em 1941 e os couraçados foram inicialmente colocados na escolta de comboios para a Europa, mas em 1942 realizaram bombardeios litorâneos durante a invasão do Norte da África. O New York foi então transformado em um navio-escola, já o Texas continuou nos deveres de bombardeio nas invasões da Normandia e Sul da França em 1944. O New York voltou para ao combate e os dois navios participaram de bombardeios nas batalhas de Iwo Jima e Okinawa em 1945. Depois do fim da guerra o New York foi afundado como alvo de tiro em julho 1948, já o Texas foi transformado em um navio-museu em seu estado homônimo.